# La Tronche
La Tronche – miejscowość i gmina we Francji, w regionie Owernia-Rodan-Alpy, w departamencie Isère.
Według danych na rok 1990 gminę zamieszkiwały 6454 osoby, a gęstość zaludnienia wynosiła 1005 osób/km² (wśród 2880 gmin regionu Rodan-Alpy La Tronche plasuje się na 128. miejscu pod względem liczby ludności, natomiast pod względem powierzchni na miejscu 1403.).
Przez gminę przepływa rzeka Isère. 